# Banca Transilvania
Banca Transilvania är en rumänsk bank med säte i Cluj-Napoca. Den grundades 1993 av lokala affärsmän i Transsylvanien och är sedan 1997 listad på Bukarestbörsen. Banken finns idag representerad i hela landet och har över 6000 anställda. Sett till tillgångar är det Rumäniens tredje största bank. Bankens största enskilda ägare är Europeiska banken för återuppbyggnad och utveckling .
2014 öppnade Banca Transilvania sitt första utländska kontor i Rom, Italien.

## Dotterbolag
- BT Asset Management S.A.I. S.A.
- BT Direct
- BT Leasing
- BT Securities
- Compania de Factoring
- BT Finop Leasing
- BT Medical Leasing